# メルヴィン (DD-680)
メルヴィン (USS Melvin, DD-680) はアメリカ海軍の駆逐艦。フレッチャー級の125番艦。艦名はジョン・T・メルヴィン中尉（1887–1917）にちなむ。この名前を持つ艦としては2隻目。スリガオ海峡の夜戦では僚艦である「レメイ」「マクゴーワン」と共に日本戦艦「扶桑」に向け雷撃を行い、撃沈に貢献した。「青い悪魔」「無慈悲なメルヴィン」と言う渾名を持つ。

## 艦歴

### 第二次世界大戦
「メルヴィン」は1943年7月6日にニュージャージー州カーニーのフェデラル・シップビルディング・アンド・ドライドックで起工。メルヴィン中尉の祖母であるガートルード・C・ベイリーにより1943年10月17日に進水。1943年11月24日に艦長ワーナー・R・エドサル中佐の下で就役した。
バミューダでの試験航行の後、「メルヴィン」は1944年2月1日に太平洋に向けて出航、3月4日に真珠湾に到着。5日後にマジュロへ移動し、翌月は対潜哨戒を実施し、マーシャル諸島にて日本軍によって制圧されている環礁の封鎖に参加。5月2日に真珠湾へ戻り、集中的な火力支援訓練を受け、5月31日は第52.17任務群と共にサイパンに向けて出発。6月13日と14日の夜に島へ接近し北部を攻撃した後、更に商船への攻撃を実施。これを炎上させ撃沈した。以降は23日間に及ぶ対地艦砲射撃を行い、米海兵隊を支援した。同時に哨戒活動も実施し、6月17日には日本軍の潜水艦「呂36」に損害を与えている。
7月8日からテニアン島への砲撃に参加。その後再びエニウェトクに向けて出航し、7月18日、兵員輸送船を護衛しグアムに向けて出航した。7月22日から8月7日まで輸送船や給油艦を護衛。ガダルカナルでの準備の後、9月8日から21日まで南部のパラオ諸島で占領作戦に向けたウルシー環礁占領のために第33.19任務群に所属。戦車揚陸艦をホーランディアまで護衛した後、マヌス島に到着し、レイテ島の攻略へ向け第79.11任務群に所属し、「メルヴィン」は10月11日に、ドラグへの攻撃で使用される上陸用舟艇の護衛でフィリピンに向かって航海した。
10月20日の深夜0時過ぎに、レイテ湾に入り、ディナガット海岸とハイベソン島の間に割り当てられた護衛基地を利用し、4日間の哨戒活動を実施。25日の早い時間に魚雷攻撃に参加し、スリガオ海峡の戦いを開く。僚艦の「レメイ」「マクゴーワン」と共に東から攻撃、午前3時00分直後に魚雷を発射し始め、「メルヴィン」の雷撃は戦艦「扶桑」の右舷中央部に1〜2発の命中を記録し、「扶桑」は落伍、午前3時38分から50分の間に爆発炎上を起こし、沈没した。攻撃後、ディナガット海岸からハイベソン島に向け撤退。ジェシー・B・オルデンドルフ提督の海戦勝利に貢献した。「扶桑」は船体を真っ二つに分断され爆発したと記録がある一方、駆逐艦「ハッチンス」の戦闘詳報にはその様な記載は無い。「扶桑」撃沈の詳細に関しては同日撃沈の同型艦「山城」と混同されており、日米の証言、資料でも差があり、未だ詳細は不明のようである。
1945年、「メルヴィン」はホーランディアに向かう途中、12月にフィリピンへの補給船団を護衛。その後ソロモン諸島に戻って演習を実施し、ルソン島への攻撃を行った。12月25日にパービス湾、フロリダ島を出て、マヌス島への輸送を護衛し、次にリンガエン湾へと護衛した。1945年1月11日に到着し、偵察と火力支援、および護衛任務へ参加、15日まで上陸を援護し続けた。ルソンから、「メルヴィン」は南に向かってレイテに向かい、次にカロリン諸島と新しい任務に向かい、第38任務部隊に所属となり「メルヴィン」は2月10日にその部隊で北上し、硫黄島の戦いでは最前線で防空を担った。3月中旬までに「メルヴィン」はウルシー環礁で再び第38任務部隊に再び加わり、沖縄戦の準備をするために14日に北西に向け航海した。次の61日間、「メルヴィン」は空母の随伴艦として守り、4月1日以降に死力を尽くす海兵隊の火力支援、哨戒任務に参加。5月中旬にウリシ島で少し休憩した後、24日に琉球諸島に戻り、これらの島々の施設と九州への攻撃に参加。6月中旬、駆逐艦がサンペドロ湾に停泊している間に休憩に入る事が出来た。7月1日に再び航海を開始し、空母は日本本土への攻撃に向け北上。「メルヴィン」は本州と北海道の室蘭艦砲射撃に参加、8月10日まで空母に留った。次いで北に向かって航海し、第92任務部隊に参加して幌筵の対艦掃討と砲撃を行う。12日に任務が終わり、機雷除去の任務を受けてアラスカのアダックヘ向かっている途中で日本の降伏の知らせを受け、占領任務のために日本に戻るという新たな命令を受けた。10月12日に本州北部からアメリカに向けて出発し、11月4日にサンフランシスコに到着。1946年5月31日のサンディエゴで退役し、太平洋予備艦隊所属となった。

### 戦後
「メルヴィン」は1951年2月26日に再就役し、6月1日に出航した。 
1954年1月13日、再び退役。サウスカロライナ州チャールストンの予備艦隊に加わり、1960年にフィラデルフィアグループに再配置されるまでそこに停泊し続けた。
「メルヴィン」は1974年12月1日に除籍。8月14日に売却され、1975年にスクラップとなり解体された。

## 従軍星章
「メルヴィン」は第二次世界大戦において10の従軍星章を受勲している。